# Akashi Shiganosuke
Akashi Shiganosuke (明石 志賀之助 en japonés) (1600-1649) fue un legendario luchador de sumo, natural de Tochigi, Japón; cuya misma existencia histórica es incierta. Es considerado como el primer yokozuna de la historia. Vivió durante el Período Edo (1608-1868) y la Era Kanei (1624-1643). Es una figura legendaria, cuya existencia es controvertida y discutida, se cree que nació en Utsunomiya en la Prefectura de Tochigi en el centro de Japón alrededor de 1600; hijo de Yamanouchi Shuzen, un samurái al servicio de Sumaura Rinemon.
De acuerdo con el folclore local del sumo, se convirtió en una estrella luego de participar en un torneo en Yotsuya en 1624 o 1634, permitiendo a los organizadores de sumo cobrar las entradas por primera vez; después de lo cual se le dio el título de Hinoshita Kaisan (término budista que indica a un "hombre con una potencia excepcional") por Iemitsu, tercer shōgun Tokugawa.
Akashi fue el primer rikishi que recibió el título de yokozuna, sin embargo, lo recibió de manera póstuma. Una de las varias leyendas sobre Akashi es que también se lo considera como el inventor del tsuna, la gruesa cuerda que llevan los yokozuna alrededor de su cintura, el carácter de dignidad de Gran Maestro es por hoy tener que llevar una señal de respeto al tennō. Sin embargo, contradice este hecho el que no haya representaciones conocidas de los luchadores con el tsuna a partir de este periodo. Siendo las primeras imágenes de los yokozuna después de 1789.
Dado que los registros del sumo comenzaron años más tarde, los datos sobre su vida e incluso la propia existencia de Akashi no están mencionados. Sin embargo, hasta hoy la Asociación de Sumo del Japón lo declara oficialmente como el primer yokozuna.
Alrededor de 1800, su reputación como un gran y poderoso rikishi se había convertido en una leyenda, tanto así que en 1900 se compiló la primera lista de yokozuna, su nombre fue colocado en la parte superior de la misma, primero que los otros dos yokozuna que dominaron en el Período Edo, Ayagawa y Maruyama. No obstante, Tanikaze fue el primero en realizar el Yokozuna dohyō-iri, y por esta razón es considerado como el primer yokozuna "real" de la historia.
En 1800, su legendaria reputación como un enorme y poderoso rikishi había sido confirmada y sus hazañas fueron contadas y embellecidas a través de los años. Llegó a ser tan legendario que cuando el decimosegundo yokozuna Jinmaku llegó a compilar la primera lista de yokozuna en 1900, Akashi es colocado al principio, seguido por Ayagawa y Maruyama.
Los datos sobre su descripción física son muy variados, algunos afirman que medía 2,58 m y que pesaba 184 kg, otros datos afirman que medía 2,42 m, y otros que medía 2,30 m. Al menos, su supuesta estatura de más de 2 m, sería poco probable, para un japonés medieval, ya que la estatura promedio de sus compatriotas en esa época era de 1,57 m.
Actualmente no hay ningún tipo de estadística sobre sus victorias, sus derrotas o sobre cualquier otro dato significativo de este rikishi ni de sus títulos ganados. Debido a que sólo se tienen registros de los torneos de sumo desde 1757.